# サリー・サテライト・テクノロジー
サリー・サテライト・テクノロジー(Surrey Satellite Technology SSL)は、イギリスのサリー州ギルフォードを拠点とする航空宇宙企業。

## 概要
1985年にサリー大学から設立された小型人工衛星の開発、製造を専門にする企業。現在はエアバス・グループの傘下にある。2018年9月19日にはスペースデブリを軌道から取り除く世界初の実験衛星RemoveDEBRIS（リムーブデブリス）が網による超小型衛星の捕獲に成功した。